# Zbigniew Żbikowski

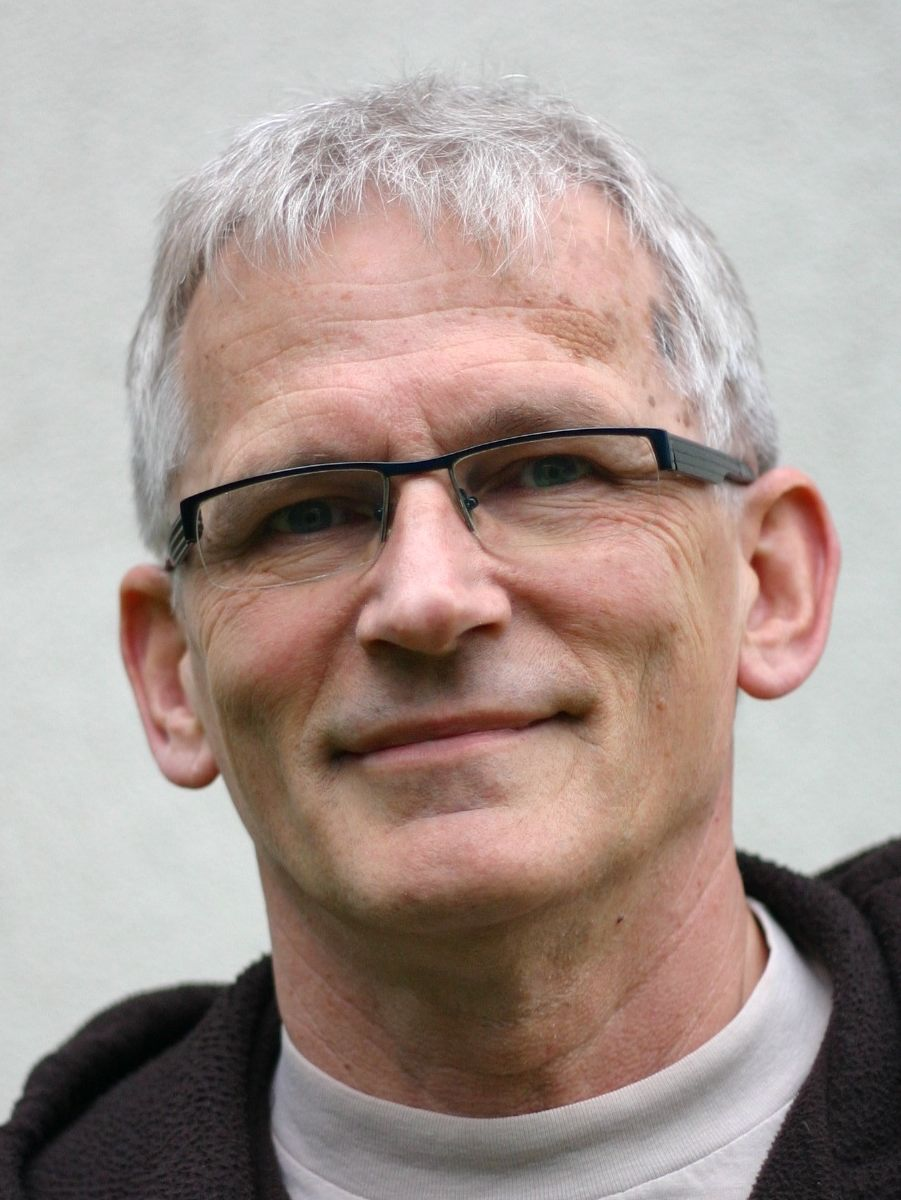
Zbigniew Zbikowski (2013)

Zbigniew Żbikowski (* 6. März 1952 in Skrwilno) ist ein polnischer Journalist und Schriftsteller.

## Biografie
1976 absolvierte er die Fakultät für Mathematik, Physik und Chemie an der Universität Opole. Als Journalist war er bereits während seines Studiums tätig. 1976 debütierte er als Schriftsteller in der Monatsschrift Opole. 1976–1978 war er als Physiklehrer an allgemeinbildenden Oberschulen in Otmuchów und Rypin tätig. Seit 1978 arbeitete er als Journalist; Zunächst in der lokalen Presse (Włocławek, Bydgoszcz), anschließend auf der Landesebene (u. a. als Reporter der Wochenzeitung Radar, für die Zeitschrift Konfrontacje) und Pogląd/Meinung (Monatsmagazin, Berlin-West) und war dort zuletzt als Editor-in-Chief der Zeitschrift (1990–1991) tätig. 1996–2002 folgten verschiedene Aufgaben in der Tageszeitung Życie (u. a. war er Editor in der Auslandsabteilung und Leiter der Abteilung für  Reportagen). 1998–2000 lehrte er Journalismus am Collegium Civitas (Reportage Laboratory) in Warschau, danach, von 2002 bis 2012 am Institut für Journalistik (IJ) an der Universität Warschau. 2008–2010 war er Chefredakteur der Werkstatt Magazin der IJ.
Er befasste sich vor allem mit Reportagen, die er unter anderem in Radar, Polityka, Pogląd und Życie veröffentlichte.
Er ist Mitglied des Verbandes der polnischen Schriftsteller (Stowarzyszenie Pisarzy Polskich).

## Prosawerke
- Berlin Blue, WFW, Warschau 2012; ISBN 978-83-7805-042-1; Edipresse, Warschau 2015, ISBN 978-83-7945-158-6
- Transprussia, Edipresse, Warschau 2013; ISBN 978-83-7769-827-3
- Berlin Indigo, Edipresse, Warschau 2015; ISBN 978-83-7989-572-4

2015 war er mit dem Roman Transprussia unter den polnischen Finalisten des "Europäischen Preises für Literatur". 
2016 wurden alle seine Bücher in der Reihe Neue Welle der polnischen Kriminalromane vorgestellt.